# Võrtsjärve
Võrtsjärve este o arie protejată (arie specială de conservare — SAC, sit de importanță comunitară — SCI) din Estonia întinsă pe o suprafață de 29.737 ha, integral pe uscat.

## Localizare
Centrul sitului Võrtsjärve este situat la coordonatele 58°16′56″N 26°02′58″E / 58.2821°N 26.0494°E.

## Înființare
Situl Võrtsjärve a fost declarat sit de importanță comunitară în aprilie 2004 pentru a proteja 9 specii de animale. Situl a fost protejat și ca arie specială de conservare în iulie 2010.

## Biodiversitate
Situată în ecoregiunea boreală, aria protejată conține 9 habitate naturale: Ape stătătoare oligotrofe până la mezotrofe, cu vegetație de Littorelletea uniflorae și/sau de Isoëto-Nanojuncetea, Lacuri eutrofice naturale cu vegetație de tip Magnopotamion sau Hydrocharition, Cursuri de apă de la nivel de câmpie la nivel montan, cu vegetație Ranunculion fluitantis și Callitricho-Batrachion, Liziere de ierburi înalte hidrofile de câmpie și de nivel montan până la alpin, Pajiști aluvionare boreale nordice, Pante stâncoase silicioase cu vegetație casmofită, Taiga vestică, Păduri caducifoliate de mlaștină fino-scandinave, Mlaștini împădurite.
La baza desemnării sitului se află mai multe specii protejate:
- mamifere (2): vidră de râu (Lutra lutra), liliac de iaz (Myotis dasycneme)
- nevertebrate (3): Dytiscus latissimus, Ophiogomphus cecilia, Vertigo geyeri
- pești (4): avat (Aspius aspius), zvârluga (Cobitis taenia), zglăvoacă (Cottus gobio), țipar (Misgurnus fossilis)

Pe lângă speciile protejate, pe teritoriul sitului au mai fost identificate 1 specie de plante, 6 specii de mamifere.